# Liste der Kulturdenkmale in Choren (Döbeln)
In der Liste der Kulturdenkmale in Choren sind die Kulturdenkmale des Döbelner Ortsteils Choren verzeichnet, die bis Oktober 2022 vom Landesamt für Denkmalpflege Sachsen erfasst wurden (ohne archäologische Kulturdenkmale). Die Anmerkungen sind zu beachten.
Diese Aufzählung ist eine Teilmenge der Liste der Kulturdenkmale in Döbeln.

## Choren
| Bild                                    | Bezeichnung | Lage                              | Datierung                                                                        | Beschreibung | ID       |
| --------------------------------------- | --- | --------------------------------- | -------------------------------------------------------------------------------- | --- | -------- |
| Weitere Bilder                          | Häusleranwesen | Am Schlossberg 7 (Karte)          | Bezeichnet mit 1855                                                              | Zeit- und landschaftstypisches Fachwerkwohnhaus in sehr gutem Originalzustand, heimatgeschichtlich bedeutsam. Erdgeschoss massiv, originales Türgewände mit Verdachung, Obergeschoss Fachwerk, Giebelseiten verbrettert, Satteldach. | 09208849 |
| Weitere Bilder                          | Rittergut Choren (Sachgesamtheit) | Am Schlossberg 12, 14, 16 (Karte) | 1755                                                                             | Sachgesamtheit Rittergut Choren mit den Einzeldenkmalen: Schloss mit Rampe und Treppenanlage, Brunnen mit Pferdeschwemme vor dem Schloss, Einfriedung und zwei Toranlagen, Denkmal „Andenken an Stolpen“ im Park und 5 Wohn- und Wirtschaftsgebäude, Gutspark sowie Teich mit Insel, Baumreihe und Eichenaltbaumbestand (siehe 09208850); von ortshistorischer Bedeutung, baugeschichtlich wertvolle Anlage als eines der bedeutendsten Beispiele der spätbarocken sächsischen Schlossbaukunst | 09303749 |
| Weitere Bilder                          | Schloss mit Rampe und Treppenanlage, Brunnen mit Pferdeschwemme vor dem Schloss, Einfriedung und zwei Toranlagen, Denkmal „Andenken an Stolpen“ im Park und fünf Wohn- und Wirtschaftsgebäude, Gutspark sowie Teich mit Insel, Baumreihe und Eichenaltbaumbestand (Einzeldenkmale der Sachgesamtheit 09303749) | Am Schlossberg 12, 14, 16 (Karte) | 1755 (Schloss und Nebengebäude); 2. Hälfte 18. Jahrhundert (barocker Lustgarten) | Einzeldenkmale des Rittergutes Choren; von ortshistorischer Bedeutung, baugeschichtlich wertvolle Anlage als eines der bedeutendsten Beispiele der spätbarocken sächsischen Schlossbaukunst. - Schloss, Am Schlossberg 12: barockes Gebäude, zweigeschossiger Putzbau (siehe Dehio, Sachsen II, S. 699) - Wohn- und Wirtschaftsgebäude, Am Schlossberg 14: Wohnstallhaus, massiv, einseitiges Krüppelwalmdach, nicht saniert - Ehemalige Scheune, heute Atelier, Am Schlossberg 12: eingeschossig, massiv, Krüppelwalmdach, Schlussstein, in Bauplanung als ehemalige Scheune bezeichnet, saniert - Nebengebäude, östlicher Seitenflügel, Am Schlossberg 12: kleines Haus (massiv, eingeschossig), Walmmansarddach, durch Zwischenbau mit dem Schloss verbunden - Nebengebäude, westlicher Seitenflügel, Am Schlossberg 12: kleines Haus (massiv, eingeschossig), Walmmansarddach, durch Zwischenbau mit dem Schloss verbunden - Seitengebäude, Am Schlossberg 16: zweigeschossig, massiv, einseitiges Krüppelwalmdach, im Erdgeschoss Remise und Stallungen, Obergeschoss ursprünglich vermutlich Bergeräume - barocker Steinbrunnen im Zentrum der Anlage, vor dem Schloss - Denkmal: Basaltstele „Andenken an Stolpen“, im Park, Flurstück 10 Teilabbruch Ostflügel Gutshof. | 09208850 |
| Direkt Bild zu diesem Denkmal hochladen | Scheune und Seitengebäude eines Dreiseithofes | Gärtnergasse 4 (Karte)            | Um 1800 (Scheune); 1. Hälfte 19. Jahrhundert (Seitengebäude)                     | Ortsbildprägende, zeit- und landschaftstypische Fachwerk-Bauten in gutem Originalzustand, baugeschichtlich von Bedeutung. - Scheune: Fachwerk-Konstruktion, Satteldach - Seitengebäude: Erdgeschoss massiv, Obergeschoss Fachwerk, Satteldach - Wohnstallhaus: überformt, breite Fenster, kein Denkmal | 09208857 |
| Direkt Bild zu diesem Denkmal hochladen | Wohnstallhaus und Scheune | Hansens Holz 1 (Karte)            | Um 1800                                                                          | Landschaftstypische Wohn- und Wirtschaftsgebäude, teilweise in Fachwerkbauweise, baugeschichtlich von Bedeutung. - Wohnstallhaus: Erdgeschoss massiv, Obergeschoss Fachwerk (verkleidet), Satteldach, originale Sandsteingewände - Scheune: zur Hofseite Fachwerk, ansonsten verbrettert, Satteldach Baulichkeiten nach 2000 saniert. | 09208858 |
| Direkt Bild zu diesem Denkmal hochladen | Kriegerdenkmal für die Gefallenen des Ersten Weltkrieges | Rüsseinaer Straße (Karte)         | Nach 1918                                                                        | Ortshistorische Bedeutung, hoher Steinsockel mit eisernem Kreuz und Inschriften, daran kniender Soldat | 09208864 |
| Direkt Bild zu diesem Denkmal hochladen | Seitengebäude eines ehemaligen Bauernhofes (Vierseithof) | Rüsseinaer Straße 4 (Karte)       | 2. Hälfte 18. Jahrhundert                                                        | Bauhistorisch bedeutsam aufgrund der alten Fachwerk-Konstruktion mit gekreuzten Streben. Erdgeschoss massiv, Obergeschoss Fachwerk, zwei originale Schiebefenster, Satteldach. Haus vermutlich nach 1750 erbaut (keinesfalls 17. Jahrhundert, wie bei Ersterfassung angenommen), Hofensemble nicht denkmalwürdig. | 09208862 |
|                                         | Wohnstallhaus und Seitengebäude eines Vierseithofes | Rüsseinaer Straße 5 (Karte)       | 1. Hälfte 19. Jahrhundert                                                        | Gebäude in landschaftstypischer Fachwerkbauweise in gutem Originalzustand, baugeschichtlich von Bedeutung. - Wohnstallhaus: Erdgeschoss massiv, Obergeschoss Fachwerk, regelmäßige Fachwerkkonstruktion mit Eckstreben, Satteldach, vermutlich liegender Dachstuhl, Fensterproportionen und -größen beibehalten, denkmalgerecht saniert - Seitengebäude: zweigeschossig, Erdgeschoss massiv, Obergeschoss Fachwerk, Satteldach, denkmalgerecht saniert | 09208866 |
| Direkt Bild zu diesem Denkmal hochladen | Wohnstallhaus eines ehemaligen Bauernhofes (Mühlenanwesens?) | Rüsseinaer Straße 12 (Karte)      | Bezeichnet mit 1829                                                              | Straßenbildprägendes Gebäude in zeittypischer Gestaltung, heimatgeschichtlich von Bedeutung. Erdgeschoss massiv, Obergeschoss Fachwerk (verbrettert), zwei Türstöcke aus Sandstein mit Schlussstein, sandsteinerne Türgewände, Krüppelwalmdach. Um 1800 vermutlich noch nicht erbaut gewesen. Am Standort befand sich ein Dreiseithof, möglicherweise eine ehemalige Mühle (einsame Lage im Bachtal, von Niedertoppschädel führte nur ein Zufahrtsweg hin, der in Richtung Rüsseina als Fußweg oder einfacher Fahrweg fortgesetzt wurde, Lage vermutlich an Mühlgraben). Nach Baubefund und Inschrift am Haus erscheint die dort verzeichnete Jahresangabe identisch mit der Bauzeit des Hauses zu sein. Denkmalgerecht saniert. | 09208843 |

## Ehemalige Denkmäler
| Bild                                    | Bezeichnung                                                                                   | Lage                     | Datierung       | Beschreibung | ID       |
| --------------------------------------- | --------------------------------------------------------------------------------------------- | ------------------------ | --------------- | --- | -------- |
| Direkt Bild zu diesem Denkmal hochladen | Häuslerhaus                                                                                   | Nossener Berg 2 (Karte)  | Um 1800         | Schlichtes ortsbildprägendes Fachwerkhaus von heimatgeschichtlichem Wert. Erdgeschoss massiv, Obergeschoss Fachwerk, in Teilen massiv, Satteldach, giebelständig, schöner Fachwerk-Giebel zur Dorfstraße, Anbau, Haus weist mehrere bauliche Veränderungen auf, der Denkmalwert ist eher gering einzuschätzen. Zwischen 2017 und 2022 aus der Denkmalliste gestrichen.                                     | 09208868 |
| Direkt Bild zu diesem Denkmal hochladen | Wohnhaus mit Portalgewände des ehemaligen Brauschenkengutes Obertoppschädel, später Schäferei | Schäfereiberg 14 (Karte) | 16. Jahrhundert | Bruchsteinbau aus dem 16. Jahrhundert mit gut erhaltenem Türportal von ortsgeschichtlicher, baugeschichtlicher und landschaftsprägender Bedeutung. Massiv, zweigeschossig, bereits 1551 zum Rittergut Choren gehörend, dem Zeitpunkt, an dem der Rittergutsbesitzer von Choren Carl Leonhard Marschall von Bieberstein das Brauschenkengut kaufte. Zwischen 2017 und 2022 aus der Denkmalliste gestrichen. | 09208871 |

## Tabellenlegende
- Bild: Bild des Kulturdenkmals, ggf. zusätzlich mit einem Link zu weiteren Fotos des Kulturdenkmals im Medienarchiv Wikimedia Commons. Wenn man auf das Kamerasymbol klickt, können Fotos zu Kulturdenkmalen aus dieser Liste hochgeladen werden:
- Bezeichnung: Denkmalgeschützte Objekte und ggf. Bauwerksname des Kulturdenkmals
- Lage: Straßenname und Hausnummer oder Flurstücknummer des Kulturdenkmals. Die Grundsortierung der Liste erfolgt nach dieser Adresse. Der Link (Karte) führt zu verschiedenen Kartendiensten mit der Position des Kulturdenkmals. Fehlt dieser Link, wurden die Koordinaten noch nicht eingetragen. Sind diese bekannt, können sie über ein Tool mit einer Kartenansicht einfach nachgetragen werden. In dieser Kartenansicht sind Kulturdenkmale ohne Koordinaten mit einem roten bzw. orangen Marker dargestellt und können durch Verschieben auf die richtige Position in der Karte mit Koordinaten versehen werden. Kulturdenkmale ohne Bild sind an einem blauen bzw. roten Marker erkennbar.
- Datierung: Baubeginn, Fertigstellung, Datum der Erstnennung oder grobe zeitliche Einordnung entsprechend des Eintrags in der sächsischen Denkmaldatenbank
- Beschreibung: Kurzcharakteristik des Kulturdenkmals entsprechend des Eintrags in der sächsischen Denkmaldatenbank, ggf. ergänzt durch die dort nur selten veröffentlichten Erfassungstexte oder zusätzliche Informationen
- ID: Vom Landesamt für Denkmalpflege Sachsen vergebene, das Kulturdenkmal eindeutig identifizierende Objekt-Nummer. Der Link führt zum PDF-Denkmaldokument des Landesamtes für Denkmalpflege Sachsen. Bei ehemaligen Kulturdenkmalen können die Objektnummern unbekannt sein und deshalb fehlen bzw. die Links von aus der Datenbank entfernten Objektnummern ins Leere führen. Ein ggf. vorhandenes Icon  führt zu den Angaben des Kulturdenkmals bei Wikidata.

## Ausführliche Denkmaltexte
1. ↑  Rittergut Choren (Sachgesamtheit):
  - Schloss: „Das Schloss gehört zu den bedeutenderen Beispielen spätbarocker sächsischer Schlossbaukunst. Der Bau besitzt einen einfachen rechteckigen Grundriss, einen zweigeschossigen Aufbau und ein ziegelgedecktes Mansarddach. Die Schauseite des Bauwerkes mit 13 zwischen Lisenen gelegenen Fensterachsen ist dem ehemaligen Wirtschaftshof zugewandt. Die Mitte betont ein dreiachsiger abgerundeter Risalit. Dieses reicht mit einem Mezzanin bis ins Mansardgeschoss. Darüber erhebt sich ein sandsteinverkleidetes gaupenförmiges Uhrengehäuse, das von Putten flankiert und von einer Vase bekrönt wird. Über dem Eingangsportal, zu dem eine mit einer Freitreppe verbundene Auffahrt führt, und über dem darübergelegenen Fenster des Festsaales befinden sich reiche Sandsteindekorationen, unter anderem Wappen der Familie des Bauherren, des sächsischen Generalkronpostdirektors Carl Leonhard Marschall von Bieberstein. An der Rückseite begrenzen zwei eingeschossige Seitenflügel einen kleinen rechteckigen Hofraum. Der Baumeister des Chorener Schlosses, Samuel Locke, war ein enger Vertrauter des Oberlandbaumeisters Johann Christoph Knöffel und hat mit diesem unter anderem für das Jagdschloss Hubertusburg und das gräflich-brühlsche Palais in Dresden gearbeitet. Er war ein vor allem von bürgerlichen Auftraggebern vielbeschäftigter Baumeister. Das Chorener Herrenhaus ist der einzige Schlossbau, der von Samuel Locke bekannt ist. Die Grundrissdisposition sowie die Fassade zeigen deutlich die Beeinflussung durch Knöffel.“ (Quelle: Schlösser um Leipzig. Hrsg. vom Förderverein für Handwerk und Denkmalpflege Schloss Trebsen e. V. durch Alberto Schwarz. E. A. Seemann Verlag Leipzig 1993, S. 39–41)
  - Gartenanlage (Gartendenkmal): Als eines der bedeutenderen spätbarocken sächsischen Schlösser und einziges nach Entwürfen Samuel Lockes gebautes Schloss erlangt dieses eine überregionale baugeschichtliche und baukünstlerische Bedeutung. Der Denkmalwert des zugehörigen Parks ergibt sich aus dessen gartengeschichtlicher sowie im Zusammenhang mit der gesamten Schlossanlage ortsgeschichtlicher sowie landschaftsprägender Bedeutung. Das Berliner Exemplar des Meilenblattes von 1800 zeigt, dass das nordwestlich des Herrenhauses gelegene Plateau ursprünglich als geometrische Vierfelderanlage gestaltet war. In seiner nordwestlichen Ecke befand sich ein Gebäude, auf dessen Standort heute ein vermutlich zu DDR-Zeiten errichtetes Gebäude steht. Der umgebende Hangbereich wird als Tiergarten bezeichnet. Der Garten wurde vermutlich landschaftlich überformt, wovon die noch vorhandenen Altbäume (Trauer- und Blutbuche) zeugen. Die letzte Überformung fand zu DDR-Zeiten statt, als im Garten eine Kulturbühne eingerichtet wurde, die heute noch in Teilen erhalten ist.
  - Bauliche Schutzgüter:
    - Gebäude: Herrenhaus und Nebengebäude (Einzeldenkmale), im Park Kulturbühne und zwei Bauten aus DDR-Zeiten (keine Denkmale)
    - Einfriedung: Bruchsteinmauer verputzt in der südöstlichen Parkecke mit Toröffnung, neuer Maschendrahtzaun um das Privatgelände am Herrenhaus
    - Erschließung:
      - Zugänge: Tordurchgang vom Gutshof aus mit zwei Pfeilern aus verputztem Bruchsteinmauerwerk, mit Vasenaufsätzen aus Sandstein (der nördliche erhalten), das Haupttor fehlt, auf der nördlichen Seite eine einflügelige Nebenpforte aus Holz
      - Wegesystem: Wegesystem auf dem Plateau überwachsen, im Hangbereich geschwungen und in der Topographie gut ablesbar,Gartenausstattung: vier Postamente aus Sandstein, vier Säulenstümpfe aus Sandstein, jeweils wohl nicht mehr an denoriginalen Aufstellorten, eine Basaltsäulengruppe bezeichnet „Andenken an Stolpen“ am nördlichen Ende des Plateaus

  - Vegetation:
    - Einzelbäume: Altbaumbestand auf dem Plateau bestehend aus Trauerbuche (Fagus sylvatica ‚Pendula‘), Blutbuchen (Fagus sylvatica ‚Atropurpurea‘), Rotbuche (Fagus sylvatica), Hainbuche (Carpinus betulus), Rosskastanie (Aesculus hippocastanum), Stieleiche (Quercus robur), im Hangbereich kaum Altbäume vorhanden
    - Sträucher: Rhododendron und Azaleen in Sorten, Schneebeere (Symphoricarpos orbiculatus), Alpenjohannisbeere (Ribes alpinum), Mahonie (Mahonia aquifolium)
    - Stauden: Kleines Immergrün (Vinca minor)
    - Geophyten: flächige Wildkrokusbestände im Hangbereich

  - Sonstige Schutzgüter:
    - Bodenrelief: Plateau nordwestlich oberhalb des Herrenhauses gelegen, nach Norden und Westen anschließender Hangbereich, der relativ steil zum entlang der Hangkante fließenden Bach abfällt
    - Blickbeziehung: vom Plateau auf das niedriger gelegene Herrenhaus und den nördlich davon befindlichen Gartenteil, sowie in die umgebende Landschaft
2. ↑  Brauschenkengut: 

Das ehemalige Brauschenkengut lag auf einer Erhebung am westlichen Rand des Straßendorfes Niedertoppschädel. 1520 wird in einem Lehnbrief für Hans Marschall zu Choren beurkundet, dass auf dem Kretzschmar eine Brauberechtigung sowie die Erbgerichtsbarkeit lag und zum Gut ein Gärtner und ein Bauer gehörten. 1542 belegen die Aufzeichnungen zur Türkensteuer, dass die Habe von Assmann Claus, dem Kretzschmar um 180 gute Schock betrug. Dies zeigt, dass das Schenkgut zu diesem Zeitpunkt sehr groß war und die wichtigen Privilegien besaß, Bier zu Brauen und dieses Auszuschenken. Das Brauschenkengut ist bereits im Ur-Oeder und auf „einer Karte des Verwüstenn Ritterguths Kohren“ von 1607 als großes Gut verzeichnet. 1610 ist in einer Taxation unter „Ober Topschedell“ eine Erbschenke vermerkt, die Bier braute und ausschenkte sowie „Gastung“ hielt. Nachdem 1612 zwei Brüder von Marschall das Rittergut mit Wetterwitz erbten und dieses teilten, gelangten Obertoppschädel und Neuchoren für knapp 100 Jahre unter die Grundherrschaft Wetterwitz. Ein erster nachweisbarer Kaufvertrag für das „Schenk- und Bauerngut zu toppschedel“ liegt aus dem Jahr 1681 vor. Hierin ist vermerkt, dass Peter Wackwitz, Landrichter zu Soppen und Schenkwirt zu Toppschädel das Schenkgut mit zugehörigem Bauerngut an seinen Schwiegersohn Martin Tamme verkauft. 1696 verkauft Martin Thamm laut Kaufvertrag sein Schenk- und Bauerngut an seinen ältesten Sohn Hannß Thamm. Diesem folgt sein Sohn Johann Gottfried entsprechend dem Kaufvertrag aus dem Jahr 1733. Erhebliche Kriegsschäden durch den Siebenjährigen Krieg sind einem Pachtvertrag aus dem Jahr 1763 zu entnehmen. Das Brauschenkengut erlitt erhebliche Schäden, außer dem heute noch erhaltenen Teil des Wohngebäudes war alles vernichtet. Vom Wohnhaus war der Dachstuhl zerstört worden. Der heute noch erhaltene Baubestand dürfte demnach aus dem 16. Jahrhundert stammen. 1767 erwarb die Grundherrschaft von Choren das Brauschenkengut in Obertoppschädel und damit auch die Brauberechtigung. Die Grundherren auf Choren und Wetterwitz Marschall von Bieberstein richteten im Brauschenkengut eine umfangreiche Schafzucht ein. Bis 1945 war die Schäferei hier untergebracht gewesen. Aus dem Jahr 1781 liegt ein Pachtkontrakt vor, aus dem detailliert der Besitz des Brauschenkengutes hervorgeht. Darin wird auch der noch heute bestehende Gebäudebestand aufgeführt. Zum Inventar gehörte Folgendes: „das Brauhaus mit Brauers Stube, die Schenke mit der kleinen Stube, die Küche, das Küchengewölbe, das Biergewölbe, die Kammern, die Oberstuben, der Tanzsaal, der Keller im Hause, der Privatraum, das Bankhaus, das ‚Brandwein-Haus‘ und der Holzschuppen.“ 1818 verkauft der damalige Besitzer des Brauschenkengutes Christian Friedrich Marschall von Bieberstein dieses an den Major Heinrich Adolph Sahrer. Nach dessen Tod erwirbt der Landwirt Friedrich Wilhelm Oehmichen das Braugut. Dieser erbaute den noch heute bestehenden neuen Gasthof in Obertoppschädel. Seit 1838 wurde auf dem Grund und Boden des alten Brauschenkengutes ein „Vogelschießen“ veranstaltet. 1899, nach dem Tod von Oehmichen, wird das Brauschenkengut dem Rittergut Choren zugeschlagen. Von 1933 bis 1945 gehörte das Rittergut Choren einem Rechtsanwalt aus Dresden. Ein authentischer Bericht über die Baulichkeiten des Brauschenkengutes um 1900 stammt von dem Heimat- und Mühlenforscher Martin Risse, welcher 1985 in Dresden verstarb. So wurde das alte Brauhaus mit über einen Meter dicken Wänden abgebrochen und 1902 ein neues Wohnhaus für den Brauereipächter errichtet. Alle Gutsgebäude mit Ausnahme des zur Schäferei gehörenden Wohngebäudes waren eingeschossig und hatten steile Dächer. Die alte Brauerei wurde 1916 stillgelegt und weiter als Wohnhaus für die Rittergutsarbeiter genutzt. Seitdem wird das Brauschenkengut nur noch als „Schäferei“ bezeichnet. 1945 erfolgte die Enteignung des Brauschenkengutes. Zahlreiche Gebäude wurden vollständig oder teilweise abgerissen und durch Neubauernstellen ersetzt. Es blieben lediglich Reste des ehemaligen Wohnhauses und des Brauereikellers erhalten, die durch langjährigen Leerstand und bauliche Vernachlässigung in ihrem Bestand gefährdet sind. Der heute noch bestehende bauliche Rest des Brauschenkenwohnhauses erlangt große ortsentwicklungsgeschichtliche und baugeschichtliche Bedeutung. Über Jahrhunderte prägte es das Landschaftsbild maßgeblich. Es war ein wesentlicher Wirtschaftsfaktor, gleichzeitig war es bedingt durch seine Gerichtsfunktion und als Braugut von großer Bedeutung für das Alltagsleben der Bewohner in der Umgebung von Choren und Toppschädel (Quelle: Sigrid Steyer, „Das Brauschenkengut in Obertoppschädel“, in: Mitteilungen des Landesvereins Sächsischer Heimatschutz e. V. 2007/3, S. 21 ff.).